# Nationale wegen in Frankrijk

Wegschild van een nationale weg

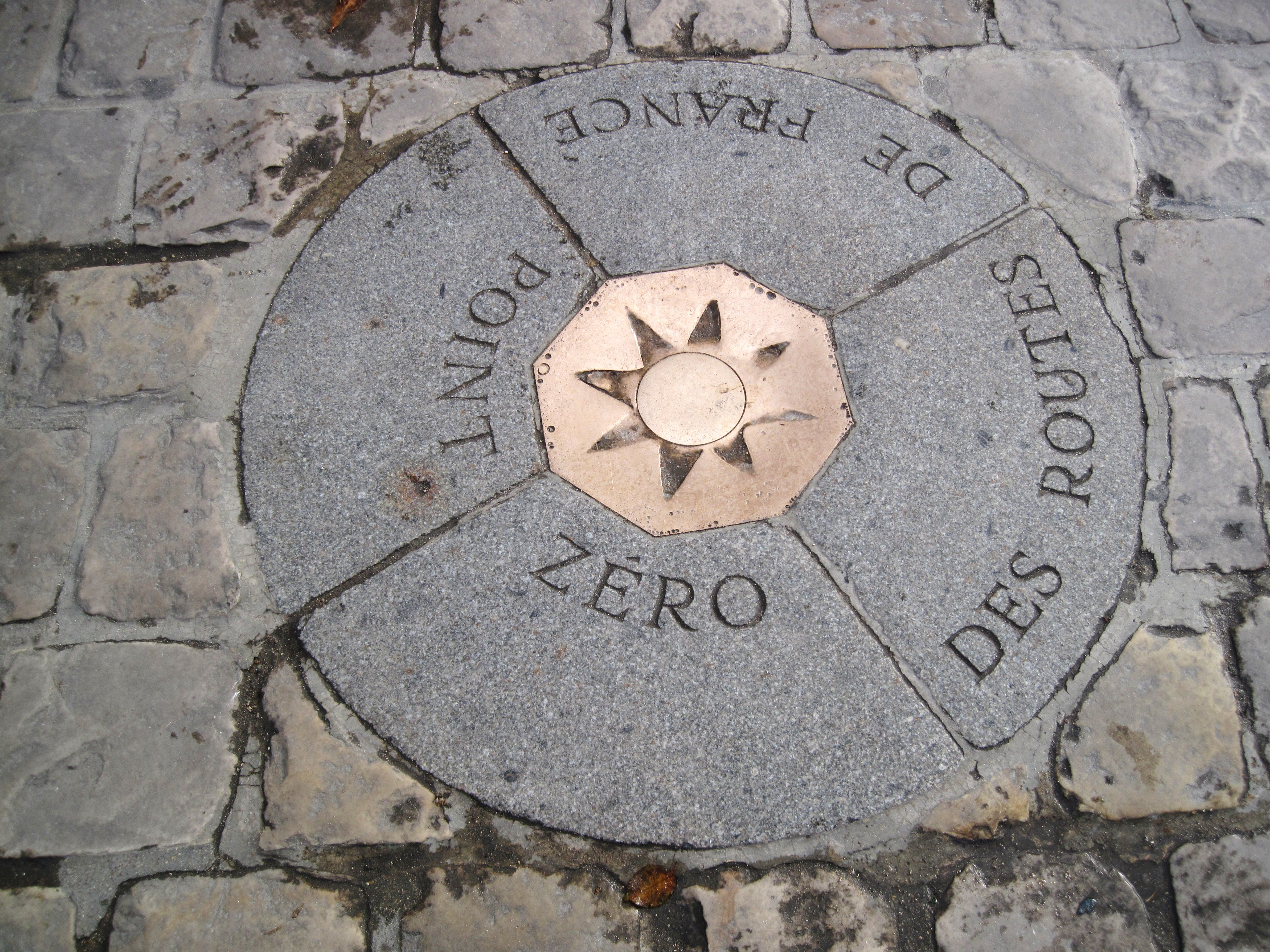
Point zéro in Parijs

De nationale wegen van Frankrijk (Frans: Routes nationales) vormen een aanvullend netwerk op de autosnelwegen in Frankrijk. Tot 2006 vormde dit netwerk een onafhankelijk netwerk naast de autosnelwegen. De wegen worden aangegeven met een rood schildje met een wit nummer. Dit nummer wordt voorafgegaan door het prefix N. 
De eerste nationale wegen begonnen aanvankelijk allen bij het point zéro aan de voet van de Notre-Dame in Parijs. Door de ontwikkeling van het wegennet is dit nu niet meer het geval. 

## Geschiedenis
De oorsprong van dit wegennet ligt bij de routes impériales (keizerlijke wegen) van Napoleon Bonaparte, de keizer van Frankrijk. In 1811 liet hij een netwerk aanleggen van genummerde wegen door zijn hele rijk. Dit was de eerste wegnummering ter wereld. 
Na de val van Napoleon in 1815 kwamen grote delen van dit netwerk buiten Frankrijk te liggen. Daarom werd in 1824 een nieuw systeem ontworpen dat zowel qua routes als qua wegnummering gebaseerd was op het systeem van Napoleon. In dit systeem, de routes royales of koninklijke wegen, werden alle wegen die buiten het rijk kwamen te liggen uit de nummering gehaald. Alle hogere nummers schoven een plaats op. De Route impériale 3 kwam bijvoorbeeld buiten Frankrijk te liggen, waardoor de Route impériale 4 de Route royale 3 werd en de Route impériale 5 de Route royale 4. Verder komt de nummering redelijk overeen. Na de Julirevolutie in 1830 werden de routes royales voortaan routes nationales genoemd. 
Door de opkomst van de auto werd een dichter systeem nodig. Het toenmalige systeem liep van N1 tot N212. In 1933 werd 40.000 kilometer weg toegevoegd aan het systeem. Deze wegen werden genummerd van N301 tot ongeveer N800. 
Vanaf de jaren zeventig gingen steeds meer stemmen op voor het decentraliseren van de overheid. Ook het wegennet moest daarom worden gedecentraliseerd. In 1973 werden daarom de meeste nationale wegen overgedragen aan de departementen. Het werden zo departementale wegen. Hieronder vielen bijna alle wegen die in 1933 waren toegevoegd aan het netwerk, maar ook veel wegen die al sinds Napoleon in beheer van de nationale overheid waren. 
Opvallend is wel dat bij deze declassificeringen de nationale wegen die parallel lagen aan de autosnelwegen niet werden overgedragen. Daardoor bleef het een netwerk dat los stond van het autosnelwegennet. Pas in 2006, toen veel belangrijke verbindingen al waren uitgevoerd als autosnelweg, vond een tweede grote declassificering plaats. Hierbij werden alle nationale wegen die niet van nationaal belang waren overgedragen aan de departementen. Sindsdien is het netwerk aanvullend op de autosnelwegen.